# Adam S. Eterovich
Adam Slav Eterovich, hrvatski iseljenički nakladnik i pisac (San Francisco, 27. studenoga 1930. − San Carlos, okrug San Mateo, Kalifornija, SAD, 16. veljače 2013.).
Potomak je bračkih iseljenika.

## Životopis
Rodio se je u San Franciscu 1930. godine. Roditelji su mu došli s otoka Brača, otac 1910., a mati 1920. godine. Otac mu je bio najstarije od 13 djece u obitelji. Kao mladića djeda su mu zatvorili za vrijeme Austro-Ugarske jer su ga sumnjičili da je socijalist. Otac mu je bio prisiljen ići u Australiju. Sa 16 godina vođen zlatnom groznicom u Australiji 1890-ih došao je ondje. Pretrpio je diskriminaciju jer ga Englezi nisu htjeli zaposliti, nije znao ni čitati ni pisati, pa je bio prisiljen sjeći drva u bušku te sam nositi drva u grad. Djed im se poslije par godina pridružio. Predložio mu je vratiti se kući, ali ih je jedan drugi hrvatski iseljenik odgovorio od toga i predložio im otići u Kaliforniju. To je bilo 1910. godine.
Bio je američki vojnik i časnik, sudionik korejskog rata. Uspio je naći mnoštvo skrivenih podataka o hrvatskim dostignućima, više nego cijele horde povjesničara i znanstvenika. Našao je mnogo podataka o "hrvatskim dostignućima, o hrvatskim klanovima u Americi, o tome kako su Hrvati kod skoro svih velesila igrali ključne uloge, kako su u Americi u danas značajnim gradovima bili u puno toga prvi i najbolji", Hrvatima na Divljem Zapadu i dr. Brojne je podatke koje je pronašao objavio na svojoj stranici croatians.org.
Bavi se poviješću doseljenja Hrvata i drugih južnoslavenskih naroda u SAD. Pisao je za list Zajedničar.
Napisao je knjigu Hrvatski pioniri u Americi (Croatian Pioneers in America 1685-1900., 1979.) i Jugoslavensko useljavanje u Ameriku (Yugoslavian imigration to America 1650-1900., 1971.) i druge.

## Djela
Napisao je ova djela:
- Croatian and Dalmatian Coats of Arms, 1978.
- A Guide & Bibliography to Research on Yugoslavsa in the United States & Canada, 1978.
- Marco Polo Croatian Adventurer, 1987.
- Croatia in the New World: The Verrazano Voyages to America & Canada, 1523-1524, 1990.
- A Guide And Index To Croatian Coats Of Arms
- Croatian Directory of Institutions in America & Canada
- Croatian Contributions to San Francisco: Dalmatia, Istria Bay of Kotor, Hercegovina: From 1849-1949 to Restaurants, Coffee Salons, Oyster Saloons, Sal
- Croatia in the New World: Columbus, the Republic of Ragusa (Dubrovnik) and Saint Vlaho (Saint Blaise) Patron Saint of Dubrovnik, 1993.
- Croatian Pioneers In America, 1685 1900
- Gold Rush Pioneers from Croatia, Bosnia-Hercegovina, and the Boka Kotor
- General Index to Croatian Fishermen, Oystermen and Mariners, Shipbuilders, Fish Restaurants in America
- Yugoslavs In Nevada, 1859 1900; Croatians/Dalmatians, Montenegrins, Hercegovinians
- Croatians in California, 1849-1999, 2000.
- Croatia and Croatians and the Lost Colony, 1585-1590

by Adam S. Eterovich, 2003.
- The Divorce Profile, Differential Social Correlates In 1952 And In 1972 (suautor Kenrick S. Thompson)

## Vanjske poveznice
- Croatians (stranica ugašena poslije njegove smrti)
- Croatian Heritage Životopisi K - R
- Croatian Heritage Životopisi S - Z
- Oral Histories - Croatian American Cultural Center  Arhivirana inačica izvorne stranice od 22. veljače 2015. (Wayback Machine)